# Посмітюха товстодзьоба
Посмітюха товстодзьоба (Galerida magnirostris) — вид горобцеподібних птахів родини жайворонкових (Alaudidae). Мешкає в Південній Африці.

## Опис

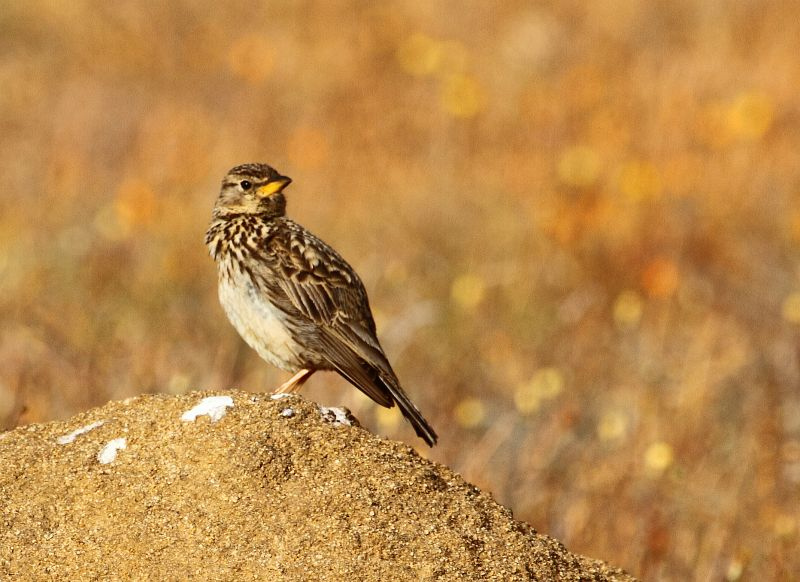
Товстодзьоба посмітюха

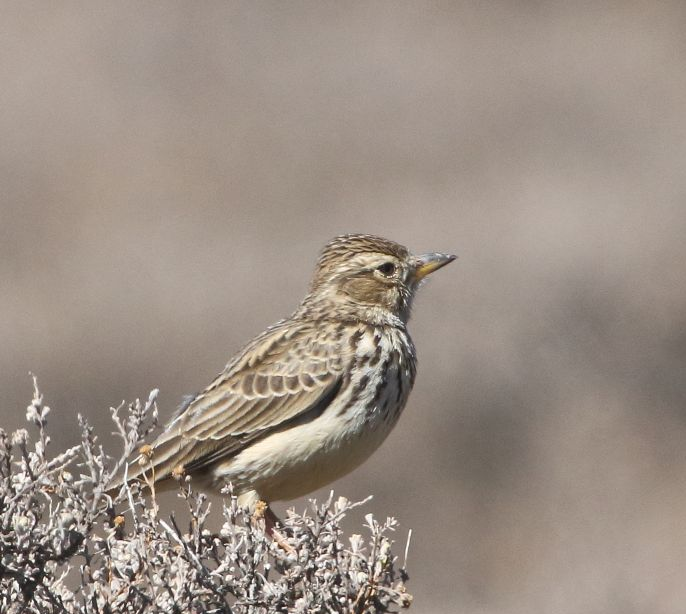
Товстодзьоба посмітюха

Довжина птаха становить 18 см, вага 48-50 г. Довжина хвоста становить 58-61 мм, довжина дзьоба становить 18,7-23,5 мм. Виду не притаманний статевий диморфізм. 
Верхня частина тіла бурувата, поцяткована чорнуватими смужками, на задній частині шиї і надхвісті вони найменш виражені. Верхні покривні пера хвоста сірувато-коричневі, окреме пера мають темні стрижні. Шия поцяткована тонкими білуватими смужками, навколо очей білуваті смуги. Підборіддя і горло білуваті, у деяких особин поцятковані темними плямками. Груди білуваті, часто з охристими або рудувато-охристим відтінком, поцятковані темними смугами. Решта нижньої частини тіла білувата або охриста. 
Махові пера темно-коричневі, зовнішні опахала мають світлі краї, кінчики махових пер також світлі. Хвіст темно-коричневий, крайні стернові пера мають вузькі охристі або білуваті краї. 
Дзьоб міцний, темний, знизу біля основи світліший, охристий, ніздрі покриті пір'ям. На голові чуб, пера, що його формують, більш короткі і широкі, ніж у інших посмітюх.

## Підвиди
Виділяють три підвиди:
- G. m. magnirostris (Stephens, 1826) — південний захід ПАР;
- G. m. sedentaria Clancey, 1993 — південний захід Намібії і захід ПАР;
- G. m. harei (Roberts, 1924) — центр ПАР і захід Лесото.

## Поширення і екологія
Товстодзьобі посмітюхи мешкають в Південно-Африканській Республіці, Намібії і Есватіні. Вони живуть в напівпустелях, на пустищах кару і в чагарникових заростях фінбошу. Ведуть переважно осілий спосіб життя.
Іржасті посмітюхи живляться переважно комахами, а також насінням і пагонами рослин. Пташенят годують личинками жуків. Гніздяться на землі, серед трави або чагарників. Гніздо встелюється шерстю, пір'ям і м'яким рослинним матеріалом. В кладці від 2 до 4 яєць. За пташенятами доглядають і самиці, і самці. Товстодзьобі посмітюхи співають, сидячи на землі, або в польоті. Самці підіймаються на висоту 15-20 метрів, кружляють, співаючи, після чого падать вниз, згорнувши крила.